# 백 엔드

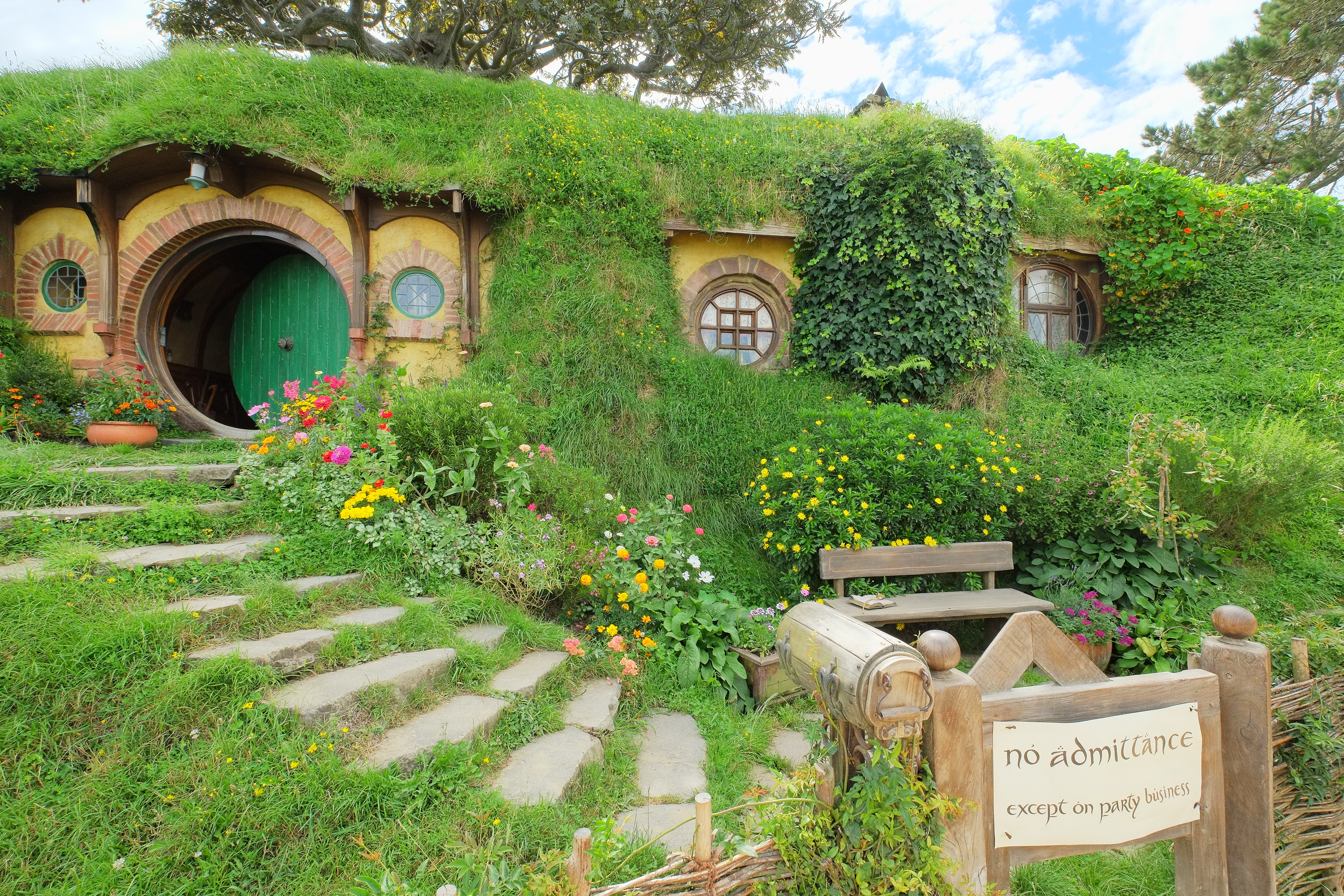
호비턴의 백 엔드는 빌보와 나중에는 프로도 배긴스가 살았던 지하 거주지로, 피터 잭슨의 "반지의 제왕 영화 시리즈"를 위해 건설되었다.

백 엔드(영어: Bag End)는 J. R. R. 톨킨의 판타지 소설 "호빗"과 "반지의 제왕"에서 빌보 배긴스와 프로도 배긴스의 지하 거주지다. 빌보와 프로도는 백 엔드에서부터 모험을 시작하고 둘 다 잠시 백 엔드로 돌아간다. 따라서 백 엔드는 그들이 방문하는 위험한 장소와 대조되는 친숙하고 안전하며 편안한 장소다.